# 地中海地方 (トルコ)

地中海地方

地中海地方（ちちゅうかいちほう、トルコ語: Akdeniz Bölgesi）はトルコ南部の地方。地中海に面しており温暖な地域である。
西にエーゲ海地方、北に中央アナトリア地方、北東に東アナトリア地方、東に南東アナトリア地方と接している。南岸にはキプロスを臨み南東方向でシリアと接している。

## 県

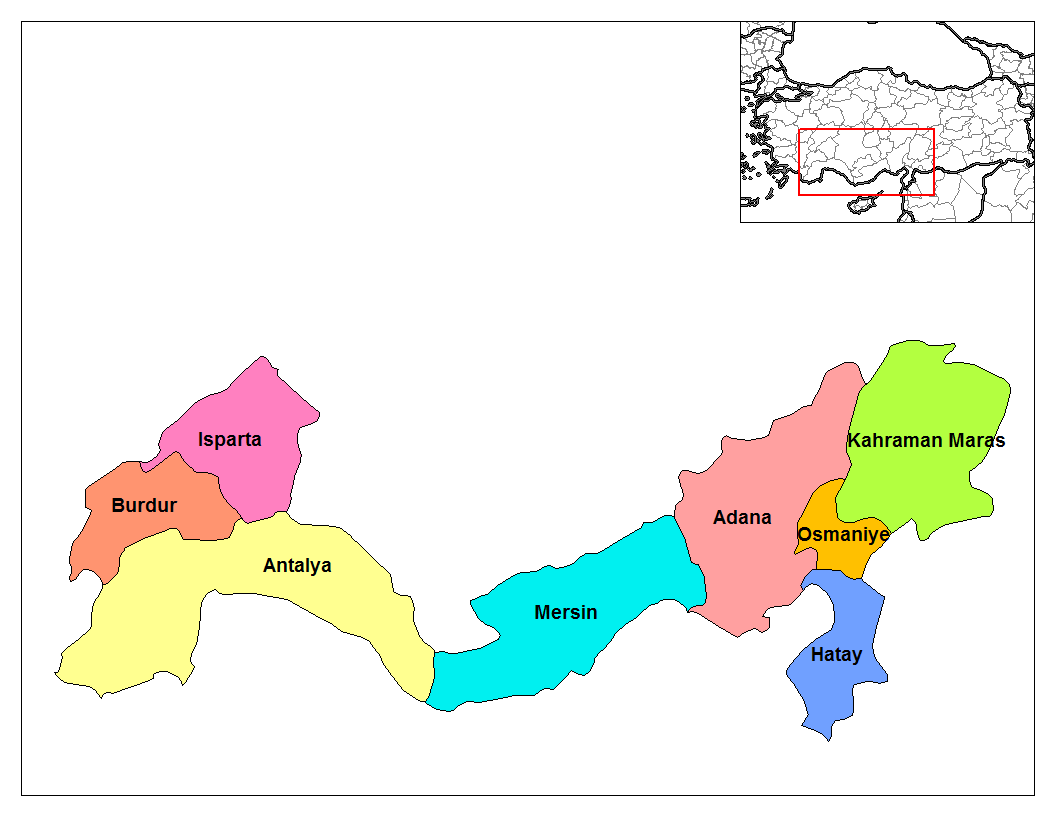
地中海地方の各県。

- アダナ県
- アンタルヤ県
- ブルドゥル県
- ハタイ県
- ウスパルタ県
- カフラマンマラシュ県
- メルシン県
- オスマニエ県

## 気候
領域の多くが地中海性気候であり、温暖多湿な冬と、高温乾燥の夏という典型的な地中海性気候の特徴を見せる。冬でも24℃を超える場合もあり、夏は35℃を超える温度になることもしばしばである。冬でも気温は15℃を割ることは少なく、20℃程度の温度になることもある。このため、冬の一時期を除くと一年中海水浴を楽しむことができる。

## 経済
気候を生かして、欧州からの観光客のリゾート地として開発されている。地域全体が成長傾向にあり、他地方からの転居も多い。アダナ県にはトルコ第4の都市・アダナがある。またアダナの周域はトルコでは数少ない平野域（チュクロワ平野）であり、小麦などの栽培がおこなわれている。

## 歴史
この地域は古代ギリシアの時代より、現在のメルシン県とアンタルヤ県の県境あたりを境として、東側をキリキア (Κιλικία, Cilicia)、西側をリュキア (Λυκία, Lycia) と呼ばれていた。古代リュキアでは、先史時代よりインド・ヨーロッパ語族の言語を話すリュキア人が暮らしていた。一方のキリキアには、アナトリア半島では珍しく平野のある地域であるため、古来より東西の陸路をつなぐ交通の要衝地であり、シルクロードの一部にもなった。そのためキリキアは、古代より1516年マルジュ・ダービクの戦いによりオスマン帝国の支配域となるまで、支配者が頻繁に入れ替わった。
アナトリアの地で興ったヒッタイト帝国の滅亡の後、ギリシアやペルシアなどからの支配を受けたあと、紀元前2～1世紀にはローマ帝国の属州となる。この時代のこの地域は海賊の巣窟として知られていた。たとえばユリウス・カエサルは前75年にキリキアの海賊に拉致されている。現在のハタイ県の地域はリュキアでもキリキアでもなく、歴史的にはシリアに属する地域であるが、ここにある都市アンティオキア（現・アンタキヤ）はローマ帝国第3の規模をもつ都市として栄え、キリスト教が生まれたのちにいち早く布教の拠点となる教会が設立された。
ローマ帝国の滅亡後は、その後継を自任する東ローマ帝国や、その後に生まれるイスラム教系勢力（アラブ人やテュルク系）、モンゴル人などに支配される。ほかの民族の国としては、キリキアにはアルメニア人によるキリキア・アルメニア王国、ハタイ県地域には十字軍国家の1つアンティオキア公国が存在した。その後、16世紀前半のオスマン･トルコの勢力域拡大によりトルコの領土となることが決定してからは、第一次世界大戦の敗戦により一時的に欧米列強の支配域となるのを除けば、今日にいたるまでトルコ領土のままである。
古代より現在に至るまで、地中海貿易の一拠点として栄えている。